# 引力的熵力假说

韦尔兰德对引力的阐述可能将会修正对于牛顿万有引力定律的看法。

引力的熵力假说是一种关于万有引力本质的理论假说，由荷兰弦理论家埃里克·韦尔兰德于2009年提出。牛顿的万有引力定律与爱因斯坦的广义相对论都对引力有了很好的阐述，但对其本质仍不了解。韦尔兰德的这一理论便提供了一种可能的假说来描述引力的来源。目前这一理论还处于初级阶段。

## 历史
这一想法的起源可以追溯到20世纪70年代中叶雅各布·贝肯斯坦和史蒂芬·霍金对于黑洞热力学的研究。这些研究发现，引力与热力学基本定律间有着相当密切的联系。1995年，特德·雅克布森发现，通过黑洞熵公式与热力学第一定律能够推导出爱因斯坦场方程。随后，更多物理学家开始研究引力与熵之间的关系。

## 理论
2009年，阿姆斯特丹大学的埃里克·韦尔兰德提出了一个全新的理论，认为引力就是一种熵力。或更一般的說，是絕熱反作用力，微觀上劇烈作用的疊加，將導致巨觀相對上較為和緩的變化。这一理论通过杰拉德·特·胡夫特的全息原理将热力学与引力相结合。
根据韦尔兰德的推导，他得出的结果是引力不是一种基本力，而是一种宏观力，来源于熵力，本质上与弹力、压强等相同。同时质量和惯性也是宏观现象。他认为，引力的现象是由于两个质量物体之间的全息表面的熵（平均信息量）的改变导致系统能量改变所引起的。他也通过统计物理与全息原理推导出了牛顿万有引力定律与爱因斯坦理论。根据他的理论，全息原理和量子力学才是基本原理，而爱因斯坦理论则是一种可以推导出来的现象。
在其论文预印本发布到网上20多天内，就已经相继出现十几篇论文进一步讨论这一假想。其中，包括了这一理论在宇宙学、暗能量、膨胀宇宙、圈量子引力论等方面的探讨。另外还有相关的微观模型也已被提出。

## 评論和实验测试
在此想法出现后，有部分媒体对此进行了报道，也引起了理论物理学界的很高关注，有很多人向韦尔兰德表示祝贺。诺贝尔物理学奖得主杰拉德·特·胡夫特认为这一想法需要继续发展，同时称赞韦尔兰德关注真正的物理概念，而不是像其他弦理论家只讨论抽象的数学。阿姆斯特丹大学数学物理学家、荷兰皇家科学院院长罗贝特·戴克赫拉夫对这一理念表示赞同，认为其“看上去很简单，但非常有说服力”。马萨诸塞州布兰迪斯大学研究广义相对论的物理学家斯坦利·德塞尔也认为这是一个“爆炸性事件”，同时“会挑战牛顿、胡克、爱因斯坦制订的金科玉律”。
但同时也有物理学家表示怀疑与反对，其中包括捷克理论物理学家罗伯斯·莫特和哥伦比亚大学数学物理学家彼得·沃伊特。沃伊特认为这还是一种“很模糊的想法”。也有人认为韦尔兰德的论证只是一种循环论证而已。还有人则声称对此方法抛弃了数学而担忧。
而韦尔兰德自己则认为，“目前这还算不上理论，只是一种新的范例和框架”，并认为“挑战现在才开始”。
利用现有技术的宇宙观察可以用来测试理论，莱顿天文台的一个团队统计观察到距离超过33000个星系的中心很远的引力场的透镜效应，发现这些引力场与韦尔兰德的理论一致。使用传统的重力理论，这些观察所暗示的区域（以及从测量的星系自轉問題）只能归因于暗物质的特定分布。
2016年6月，普林斯顿大学研究员克里斯·帕尔多（Kris Pardo）的一项研究表明，韦尔兰德的理论与观测到的矮星系旋转速度不一致。